# Шеллер, Эбергард фон
Эбергард фон Шеллер (нем. Eberhard von Scheller; 1900—1945) — участник Первой мировой войны, сотрудник германской военной разведки; капитан.

## Биография
Уроженец Веймара. Из семьи преподавателя Военной академии оберлейтенанта Константина Фон Шеллера. Окончил начальную школу в Берлине (1910), кадетское училище (Берлин-Лихтерфельде, 1917) и курсы при военном училище (Гроссхейм, 1917). Воевал на фронтах Первой мировой войны служил в королевском Саксонском кавалерийском полку и 101-м гренадерском полку 23-й пехотной дивизии (Дрезден); лейтенант. Участвовал в боях во Франции. Награждён Железным крестом 1 (1918) и 2 (1917) степеней, Саксонской медалью Фридриха-Августа.
В 1920—1923 годах служил военным инструктором в Финской армии. По возвращении в Германию учился на медицинском факультете Берлинского университета (1924—1926) и Высшей технической школе в Берлине (1927—1931). Работал инженером на заводе Дюркопп (1929—1930). В 1930—1934 гг. — член германской социалистической демократической партии, арестовывался гестапо.
С августа 1935 года как переводчик в распоряжении Абвера (Абвер/Аусланд). С декабря 1939 по апрель 1940 года по приказу руководства Абвера направлен в качестве добровольца в Финскую армию; занимался разведывательной деятельностью в Швеции и Финляндии. В июне 1940 года направлен как сотрудник «АСТКопенгаген» на нелегальную работу в Швецию, имел паспорт на имя финского гражданина капитана Унно Линдквиста. В октябре 1943 года вернулся в Берлин для личного доклада адмиралу Канарису, затем должен был вновь вернуться в Финляндию с целью создания самостоятельного разведцентра против Швеции, однако по непредвиденным обстоятельствам отъезд не состоялся. За службу в Абвере награждён Рыцарской степенью ордена Железный крест. Во время налёта союзной авиации при бомбардировке Берлина погиб его четырёхлетний сын. В результате чего он обвинил Гитлера в том, что он ведёт Германию к краху, а Геринга назвал жирной свиньёй.

Упавший самолёт Шеллера.

В начале января 1944 года переведён в «Валли 1» и 23 мая на самолёте Junkers Ju 290 направлен начальником группы численностью 33 человека в советский тыл. Из них 19 агентов-диверсантов, 4 радиста, 7 человек экипажа немцев. После приземления 9 калмыков по приказанию Кваста направились в сторону Чигир на поиски лошадей. Руководитель группы Кваст после приземления дал телеграмму о благополучном прибытии. Группа подготовлена и направлена в советский тыл немецким разведорганом «Валли-1» с целью подготовки на территории Калмыкии базы для последующей переброски 36-ти эскадронов так называемого «Калмыцкого корпуса доктора Долля» и организации восстания среди калмыков, помимо этого группа Шеллера должна была связаться с группой Огдонова. В район посадки немецкого самолёта тут же была вызвана истребительная авиация и направлены опергруппы НКВД и НКГБ Астраханской области. В результате принятых мер вражеский самолёт был обнаружен и подожжён. Десант и экипаж оказали при задержании вооружённое сопротивление. В ходе завязавшейся перестрелки было уничтожено 7 человек (из них 3 члена экипажа самолёта), а 12 взяты в плен (из них 6 лётчиков). Оставшиеся 14 человек смогли скрыться. СССР.Арестован ГУКР «Смерш» ГКО СССР 23 мая 1944 года на территории Калмыкии. В результате операции из 33 человек семь были уничтожены, а двенадцать взяты в плен.

«Устанавливается диверсионная группа противника, выброшенная 23 мая с.г. севернее поселка Утта. Подготовлена и направлена в наш тыл („Валли I“) с заданием: 1. Создать мощный радиоцентр (радиорезидентуру), с которым связать ряд радиоточек, имеющихся на нашей стороне и подготовленных к выброске. 2. Подготовить дальнейшие переброски агентурных и повстанческих групп, причем эти переброски предполагают производить в широких масштабах. Повстанческое движение должен был возглавить доктор Долль. 3. Связаться с местными калмыцкими бандитами.»..
На первом допросе Шеллер рассказал о задании группы и планах германской военной разведки:

 Возглавляемая мной операция преследовала две цели, а именно: Установление передаточного центра который должен был принимать сообщения агентов-радистов, подлежащих заброске в восточные области СССР, не могущих своими маломощными передатчиками связаться непосредственно с германскими разведорганами. 2 Постепенная заброска 36 эскадронов калмыцкого корпуса Доктора Доля для организации и развития национального повстанческого движения, которое, по мнению Абвера, имеет место в Калмыкии. Для этой задачи надлежало создать авиасвязь и возможности для приземления самолётов. Для выполнения задачи по установке радиосвязи группа имела 40-ватный передатчик, смонтированный вместе с антенной и приемником в чемодане коричневого цвета После того как главная станция была бы надежно устроено, Валли 1 должен был забрасывать агентов разведчиков в различные районы. Восточной России. Эти агенты должны были бы передать донесения по радио на нашу главную станцию. Насколько мне известно от Бауна, агентура работала бы в полной уверенности, что она передает сведения непосредственно в Германию..
 На втором допросе Шеллер показал:

 В отношении действий калмыцких групп нужно сказать следующее. Первые две группы, приземлившиеся 23 мая 1944 года должны были стать авангардом, установить связь с якобы имеющимися национальными повстанческими группами и обеспечить безопасность главной радиостанции. Было выделено следующее снаряжение: на человека 1 автомат с двумя дисками, 3 ручных гранаты, полное обмундирование, седло, сбруя. Это снаряжение (к нему ещё ручной пулемет) было доставлено 23 мая 1944 года. Кроме того, обеим группам были выделены: 2 станковых пулемета Максим, 2 ручных пулемета, 16 винтовок. Все оружие было русского происхождения . Это вооружение осталось в Цилистее и должно прибыть 27 мая, а также должно прибыть около 40 тюков багажа, в котором находилось около 10 тысяч патронов в лентах для пулеметов; около 10 тысяч патронов для винтовок; 15-20 тысяч патронов для автоматов; несколько ящиков с русскими ручными гранатами; медикаменты и перевязочный материал; 60 кг махорки и на 100 дней продовольствия..
 Шеллер успел передать в разведцентр радиограмму об успешном приземлении. В Москве на Лубянке данное обстоятельство не осталось без внимания. Располагая сведениями о характере задания, поставленного перед отрядом, а также захваченными шифрами, радиоаппаратурой и радистами, было решено начать радиоигру с абвером под кодовым названием «Арийцы». К тому же, контрразведчики пришли к выводу о том, что немцы, по-видимому, не знали о решении Советского правительства о переселении калмыков в глубь территории. Для участия в радиоигре с абвером было решено привлечь старшего группы Эбергарда фон Шеллера и радиста самолёта обер-лейтенанта Ганса Ганзена, которым в целях конспирации оперативники «Смерш» присвоили псевдонимы «Борода» и «Колонизатор» соответственно.

Упавший самолёт Шеллера.

«Кваст» старый разведчик — знает хорошо работу и личный состав абвера. Долгое время работал в Швеции. Имеет связь и авторитет в германских разведорганах. Хотя он и настроен прогитлеровски, но все же, учитывая его участие в уничтожении самолёта, он (возможно), может быть завербован и использован в дальнейшем. Во всяком случае, он может дать ценные показания, которые в процессе игры у него отобрать невозможно"..

В процессе радиоигры продолжалась дезинформация противника об «успехах» отряда «Кваста»: установлении связи с пятью мелкими бандгруппами и отрядом некоего известного бандита Огдонова, действующего на территории Калмыкии. Одновременно им указали точное местоположение отряда «Кваста» и потребовали помощь: «Начальнику органа. Благодарю за поздравление. Как в резерве радистов нуждаюсь в Захарове, Блок, Косареве, Майлер. Из-за сложных условий связи используйте только лучших радистов. Разведка встретила пять мелких партизанских отрядов без боеприпасов. Огдонов имеет 85 всадников, вооружены плохо. Не мог собрать вокруг себя мелкие группы. Необходимо авторитетное руководство. Первым самолётом продукты, деньги, два комплекта посадочных фонарей, боеприпасы, оружие, радистов. Когда ждать самолёт».
После сообщения противнику подробных данных о посадочной площадке и условных обозначениях её огнями в ночное время 9 июня 1944 года противник передал сообщение: 

«Подвоз, вероятно, ночью 11.6. Последует все необходимое. Посадка и взятие экипажа при соответствующем обозначении площадки. Опознавательный знак и окончательное решение последует. Капитан».
Из рапорта о ходе проведения радиоигры «Арийцы» от 12 июня 1944 года: 

"В процессе проводимой органами СМЕРШ радиоигры по делу «Арийцы» был вызван для посадки в район поселка Песчаный (бывший Яшкуль) самолёт противника. 12 июня с.г. в 02-00 после выброски 5 парашютистов, 20 мест с оружием, боеприпасами и продовольствием 4-моторный самолёт противника «Ю-290» произвел посадку и попал в устроенную заранее ловушку. После 15-минутного боя и попыток вырваться из ловушки самолёт загорелся, по-видимому, подожжен экипажем. Принятыми противопожарными мерами удалось спасти левую плоскость с двумя дизель-моторами и хвостовую часть самолёта. В обломках обнаружены 6 почти сгоревших трупов. Один летчик — штабфельдфебель Энб, успевший выскочить из самолёта, застрелился. Из числа выброшенных парашютистов задержаны 3 человека: Бацбурин, по национальности татарин, кличка «Хакимов»; Цокаев, по национальности осетин, клички «Марков» и «Кожевников»; Росимов, по национальности татарин, клички «Шаримов», «Гайдулин». Четвёртый парашютист, Бадмаев, кличка «Санпилов», по национальности монгол, при приземлении разбился насмерть. Пятый парашютист, калмык по национальности, направленный немцами в качестве охраны радистов, разыскивается: ".
Шеллер оставил любопытный документ письмо

«Господин генерал! Я добровольно предложил свои услуги русской контрразведке и работал честно и упорно над выполнением весьма секретного задания. В итоге нашей совместной работы достигнут известный успех: был сбит гигантский немецкий транспортный самолёт „Ю-290“, а пассажиры, и среди них 4 немецких агента, попали в руки русской контрразведки. Я желал бы и в дальнейшем также честно и добросовестно работать над выполнением заданий русской контрразведки. Я прошу, поэтому, Вашего согласия на включение меня в агентурную сеть советской контрразведывательной службы. Я обязуюсь безупречно хранить тайны органа, на который, возможно, буду работать, также и в том случае, если мне придется действовать против немецкой разведки. В случае Вашего согласия прошу присвоить мне псевдоним „Лор“. Место дислокации. 17.06.44. Э.фон Шеллер»..

 Шеллер рассчитывал, что его оставят в живых, но по решению Особого совещания при НКВД СССР от 20 октября 1945 года он был приговорён к расстрелу за шпионаж. Приговор приведён в исполнение 2 ноября 1945 года.